# Ettercap
Ettercap è un software di analisi di rete libero.
Funziona su vari sistemi operativi tra cui Linux, macOS, BSD e Solaris, e su Microsoft Windows, malgrado tutte le funzionalità siano disponibili solo sulle piattaforme Unix.
È in grado di intercettare tutto il traffico nel dominio di collisione, permettendo quindi la cattura di password, l'intercettazione di una serie di protocolli comuni e attacchi man in the middle su una LAN.
Si è classificato numero 11 nella Top 100 Network Security Tools elenco pubblicato dalla insecure.org nel 2006.

## Funzionalità
Per un miglior funzionamento occorre mettere l'interfaccia di rete in modalità promiscua e procedere all'avvelenamento dell'ARP della macchina di destinazione, ecco perché questo software è consigliato su piattaforme Unix, proprio perché in queste ultime con molta semplicità, tramite riga di comando si inserisce la modalità promiscua e con altrettanto semplicità si toglie.
Ettercap ha il supporto plugin, di modo che le funzionalità possono essere estese anche a nuovi plugin.

## Caratteristiche
Ettercap supporta molti protocolli, tra i quali attivi e passivi, inclusi quelli cifrati, fornendo molte funzionalità per l'analisi di rete e host, Ettercap offre quattro modalità di funzionamento:
- IP-based: i pacchetti vengono filtrati in base all'IP di origine e di destinazione.
- MAC-based: i pacchetti vengono filtrati in base agli indirizzi MAC, questo è utile per sniffare le connessioni attraverso un gateway.
- ARP-based: utilizza l'ARP poisoning per sniffare sulla LAN commutata tra due host (full-duplex).
- PublicARP-based: utilizza l'avvelenamento dell'ARP per sniffare sulla LAN commutata da un host vittima a tutti gli altri host (half-duplex).

Inoltre, il software offre anche le seguenti caratteristiche:
- iniezione di caratteri in una connessione stabilita.
- supporto SSH1: è lo sniffing di username e password, e persino i dati di una connessione SSH1. Ettercap è il primo software in grado di sniffare una connessione SSH in full duplex.
- supporto HTTPS.
- traffico a distanza attraverso un tunnel GRE: è lo sniffing del traffico remoto tramite un tunnel GRE da un router remoto Cisco, esegue così un man-in-the-middle su di esso.
- plug-in di supporto: è la creazione dei plugin personalizzati utilizzando le API Ettercap.
- raccolta di password TELNET, FTP, POP, IMAP, rlogin, SSH1, ICQ, SMB, MySQL, HTTP, NNTP, X11, Napster, IRC, RIP, BGP, SOCKS 5, IMAP 4, VNC, LDAP, NFS, SNMP,  MSN e YMSG
- creazione di un filtro che cerca una determinata stringa (o sequenza esadecimale) nel payload TCP o UDP e la sostituisce con una stringa personalizzata / sequenza di scelta, o cade l'intero pacchetto.
- OS fingerprinting: determinare il sistema operativo dell'host vittima e il suo adattatore di rete.
- terminare una connessione.
- recupero delle informazioni sugli host sulla LAN: porte aperte, i numeri di versione dei servizi disponibili, il tipo di accoglienza (gateway, router o un semplice PC) e le distanze stimate in numero di hop.
- dirottamento delle richieste DNS.

Ettercap ha anche la capacità di trovare attivamente o passivamente altri avvelenatori sulla rete LAN.